# Сервій Корнелій Цетег
Сервій Корнелій Цетег (лат. Servius Cornelius Cethegus; ? — після 24) — державний діяч часів ранньої Римської імперії, консул 24 року.

## Життєпис
Походив з патриціанського роду Корнеліїв, його гілки Цетегів. Ймовірно був онуком Корнелія Цетега, брата Гая Корнелія Цетега, учасника змови Катіліни. Напевне батько також був сенатором. Про молоді роки та початок кар'єри нічого невідомо.
У 24 році його було обрано ординарним консулом разом з Луцієм Віселієм Варроном. У 34 або 35 році як проконсул почав керувати провінцією Африка. каденція тривала до 37 або 38 року. 
Про подальшу долю Сервія Корнелія Цетега згадок немає.